# Nouveau Français
Singles de Amel Bent
Eye of the Tiger
(2006) Tombé pour elle
(2007)
Pistes de À 20 ans
J'ai changé d'avis
Nouveau Français est un single de la chanteuse Amel Bent extrait de son album À 20 ans sorti en 2007. Les auteurs du texte sont Lionel Florence, Pascal Obispo.